# ДП-3Б
ДП-3Б — бортовой измеритель экспозиционной мощности дозы гамма-излучения (рентгенметр) в диапазоне от 0,1 до 500 рентген в час. Предназначен для установки на транспортные средства, применяемые в вооружённых силах: автобронетанковую технику, самолёты и вертолёты. 
Конструкция включает пульт управления со схемой детектирования и установленный отдельно выносной зонд.
Современным аналогом прибора ДП-3Б является измеритель мощности дозы излучения — прибор ИМД-21 и его последующие модификации.

## Технические характеристики
- Диапазон измерений: от 0,1 до 500 р/ч, разбит на 4 поддиапазона:
  - I — от 0,1- 1 р/ч;
  - II — от 1-10 р/ч;
  - III — от 10 −100 р/ч;
  - IV — от 100—500 р/ч.
- Питание — бортовая сеть напряжением 12±1 вольт или 24÷29 вольт постоянного тока.
- Время подготовки прибора к работе не более 5 мин.
- Прибор имеет встроенный самоконтроль исправности без применения радиоактивных источников.
- Вес: регистратор — 3 кг, блок детектирования — 1,4 кг
- Общая масса комплекта прибора: не более 6,5 кг.

Во время измерений необходимо учитывать коэффициент ослабления излучения корпусом бронеобъекта.

## Комплектация
- Пульт
- Блок детектирования
- Кабель соединительный пульт - зонд
- Кабель питания
- Амортизационные крепления для БД и пульта.
- Документация
- ЗИП

Приборы ДП-3Б выпускались в комплектации с соединительным кабелем длиной 660 мм, 900 мм или 4000 мм. Аналогичный по своим характеристикам и устройству прибор ДП-3А-1 не имеет в комплекте поставки соединительного кабеля и кабеля питания.

## Гарантии изготовителя
Предприятие-изготовитель[какое?] гарантировало соответствие прибора ДП-3Б всем техническим условиям при соблюдении правил эксплуатации, транспортирования и хранения прибора в течение 5 календарных лет или 500 часов наработки. В случае несоответствия прибора техническим условиям в этот период предприятие-изготовитель обязывалось произвести ремонт прибора в кратчайшие сроки и за свой счёт, вплоть до безвозмездной замены прибора на новый. Среднее время наработки на отказ дозиметрического прибора должно составлять не менее 1000 часов. Технический ресурс прибора — 5000 часов.

## Дополнительная информация
Прибор ДП-3Б изготавливался в соответствии с техническими условиями ЕЕ0.128.003 ТУ.
Для воздушных судов выпускались приборы в чёрном цвете, для наземных - в сером.
Модельный ряд: ДП-3; ДП-3А-1; ДП-3Б.

## Применение
Дозиметр ДП-3Б массово устанавливался на все типы транспортных средств, предназначенных для работы в условиях радиоактивного заражения (то есть ядерной войны): танки, бронемашины, спецтранспорт, самолёты и вертолёты и тп.